# Chotěboř (nádraží)
Chotěboř je železniční stanice v jihovýchodní části stejnojmenného města v okrese Havlíčkův Brod v Kraji Vysočina. Leží na jednokolejné neelektrizované trati Pardubice – Havlíčkův Brod. V těsném sousedství stanice se nachází též městské autobusové nádraží.

## Historie
V roce 1871 dostavěla společnost Rakouská severozápadní dráha (ÖNWB) svou trať navazující na železnici z Liberce a Rosic nad Labem a pokračující dále přes Chrudim do Havlíčkova Brodu, pravidelný provoz na trati byl zahájen 1. června. Autorem univerzalizované podoby stanic pro celou dráhu byl architekt Carl Schlimp. Trasa byla výsledkem snahy o propojení železničních tratí v majetku ÖNWB jihozápadním směrem, tedy traťových úseků Liberec-Pardubice a hlavního tahu společnosti, železniční trati spojující Vídeň a Berlín.
Po zestátnění ÖNWB v roce 1908 pak obsluhovala stanici jedna společnost, Císařsko-královské státní dráhy (kkStB), po roce 1918 pak správu přebraly Československé státní dráhy.

## Popis
V roce 2011 byla dokončena rekonstrukce nádraží. Původní jedno vnější a jedno vnitřní nekryté nástupiště nahradilo jedno nekryté vyvýšené bezbariérové nástupiště poloostrovní (k příchodu slouží přechod přes kolej). Dále byla stanice dovybavena novým akustickým informačním systémem.

## Vodárna
Drážní vodárna (přestavěna na obytný dům) se nachází v ulici Sokolhradská čp. 402. Byla postavena v roce 1871 podle typového plánu pro stanici II. třídy, jehož autorem byl Carl Schlimp. Jednalo se o zděnou omítanou patrovou budovu s bočními přízemními křídly a sedlovou střechou. Rohové pilíře byly neomítané. Patrová část mezi pilíři byla hrázděná a bedněna latěmi. V patře byly umístěny dvě propojené ocelové válcové nádrže, které byly umístěny na osmiúhelníkových prstencích. Zatížení prstenců bylo přenášeno do obvodové zdi budovy a na dva středové sloupy. Objem nádrží byl 35 m³ a průměr čtyři metry. Ve vodárně bylo parní čerpadlo a parní kotel. Voda z nádrží napájela vodní jeřáby ve stanici, které sloužily ke zbrojení parních lokomotiv vodou.
Vodárna se potýkala s nedostatkem vody. Tento problém vyřešila výstavba čerpací stanice u řeky Doubrava a věžového vodojemu v Bílku v roce 1879 podle projektu architekta Carla Schlimpa. Vodojem a čerpací stanice náležely pod výtopnu v té době Německý Brod. V roce 1961 majitel ČSD čerpací stanici a věžový vodojem prodal, obě stavby byly přestavěny na bytové jednotky. Od roku 1941 drážní vodojem dodával vodu do vodních nádrží muničního skladu Luftwaffe v Sobíňově. Nejprve do nádrží o objemu 100 m³ a 50 m³, později v listopadu 1941 byl vybudován velký vodojem o objemu 300 m³. Parní provoz na železnici byl ukončen v roce 1953, věžový vodojem pak krátkou dobu dodával vodu pro kotle elektrárny v Chotěbořských strojírnách.